# Friedrich Karl Grund
Friedrich Karl Grund (* in Berlin) ist ein deutscher Schauspieler, Aufnahmeleiter und Drehbuchautor.

## Leben
Friedrich Karl Grund erhielt seine Schauspielausbildung am Salzburger Mozarteum. Nach seinem Schauspielstudium spielte er diverse TV-Rollen, wo er, meist in Produktionen von Helmut Ringelmann, häufig als Klein- und Kleinstdarsteller eingesetzt war. Eine größere Rolle hatte er in der ZDF-Fernsehserie Der Kommissar. In der ersten Kommissar-Folge, die im Januar 1969 erstausgestrahlt wurde, spielte er eine der Episodenhauptrollen; er verkörperte Wolfgang Tillmann, den Stiefsohn des Mordopfers, der seinen Stiefvater hasst. In einer späteren Kommissar-Folge (1975; Nr. 85) war er dann nochmals in einer Episodenrolle zu sehen, diesmal als überfallener Geldtransportfahrer Metzler. In Kleinstrollen (Postbeamter, Lieferwagenfahrer) spielte Grund auch in den Folgen 71 und 76 mit. Ende der 1970er Jahre gab Grund seine Schauspielkarriere dann auf.
Grund wechselte bereits frühzeitig, noch während seiner Tätigkeit als Schauspieler, hinter die Kamera, wo er als Techniker, Aufnahmeleiter und Assistenzregisseur tätig war, u. a. im V. und VI. Teil der Pauker-Filme.
Für die ZDF-Serie Der Alte verfasste er in den Jahren 2006 und 2007 nach dem Tod des Hauptautors Volker Vogeler mehrere Drehbücher. Darüber hinaus arbeitete er beim Bayerischen Rundfunk als Autor und Regisseur von vielen, u. a. mit dem Deutschen Sozialpreis, ausgezeichneten Dokumentationen.
Grund war in späteren Jahren auch als Hörspielsprecher für den Arena Verlag und den Heinrich Ellermann Verlag tätig; meistens sprach er Hörspiele und Hörbücher für Kinder und Jugendliche.
Grund lebt in München.

## Filmografie (Auswahl)
- 1963–1966: Die fünfte Kolonne (Fernsehserie, drei Folgen)
- 1965: Unsere große Schwester (Fernsehserie, Serienrolle)
- 1965–1970: Das Kriminalmuseum (Fernsehserie, fünf Folgen)
- 1968: Schmutzige Hände (Fernsehfilm)
- 1969: Der Kommissar: Toter Herr im Regen (Fernsehserie)
- 1970: Wir hau’n die Pauker in die Pfanne (Kinofilm, Aufnahmeleitung)
- 1971: Morgen fällt die Schule aus (Kinofilm, Aufnahmeleitung)
- 1975: Der Kommissar: Warum es ein Fehler war, Beckmann zu erschießen (Fernsehserie)
- 1977: Der Alte: Zwei Mörder (Fernsehserie)